# Warmed Omari
Warmed Omari (Bandraboua, Mayotte, Francia, 23 de abril del 2000) es un futbolista comorense que juega de defensa en el Hamburgo S. V. de la 1. Bundesliga de Alemania.

## Trayectoria
Omari comenzó su carrera deportiva en el Stade Rennais F. C. II, y el 15 de agosto de 2021 debutó con el primer equipo, en un partido de la Ligue 1 frente al Stade Brestois 29.
El 30 de agosto de 2024 fue cedido al Olympique de Lyon a cambio de medio millón de euros con una opción de compra de diez millones. Esta no se hizo efectiva y la siguiente temporada fue prestado al Hamburgo S. V., equipo que acababa de ascender a la 1. Bundesliga.

## Clubes
| Club                       | País     | Año       |
| -------------------------- | -------- | --------- |
| Stade Rennais F. C. II     | Francia  | 2018-2021 |
| Stade Rennais F. C.        | Francia  | 2021-     |
| Olympique de Lyon (cedido) | Francia  | 2024-2025 |
| Hamburgo S. V. (cedido)    | Alemania | 2025-     |